# Frerich Koch
Frerich Koch (* 21. September 1871 in Eggelingen; † 10. März 1951 in Langenberg) war ein deutscher Politiker.
Koch war in Hude als Kaufmann niedergelassen.
Als Abgeordneter der FDP gehörte er von der ersten Sitzung am 30. Januar 1946 bis zur letzten am 6. November 1946 dem Ernannten Landtag von Oldenburg an.

## Quelle
- Barbara Simon: Abgeordnete in Niedersachsen 1946–1994. Biographisches Handbuch. Hrsg. vom Präsidenten des Niedersächsischen Landtages. Niedersächsischer Landtag, Hannover 1996.

| Personendaten    | Personendaten                  |
| ---------------- | ------------------------------ |
| NAME             | Koch, Frerich                  |
| KURZBESCHREIBUNG | deutscher Politiker (FDP), MdL |
| GEBURTSDATUM     | 21. September 1871             |
| GEBURTSORT       | Eggelingen                     |
| STERBEDATUM      | 10. März 1951                  |
| STERBEORT        | Langenberg                     |